# 南阿拉伯保护国
南阿拉伯保护国是位于阿拉伯半岛西南端的原亚丁保护国的4个邦于1963年组建的保护国。1967年，并入南也门。

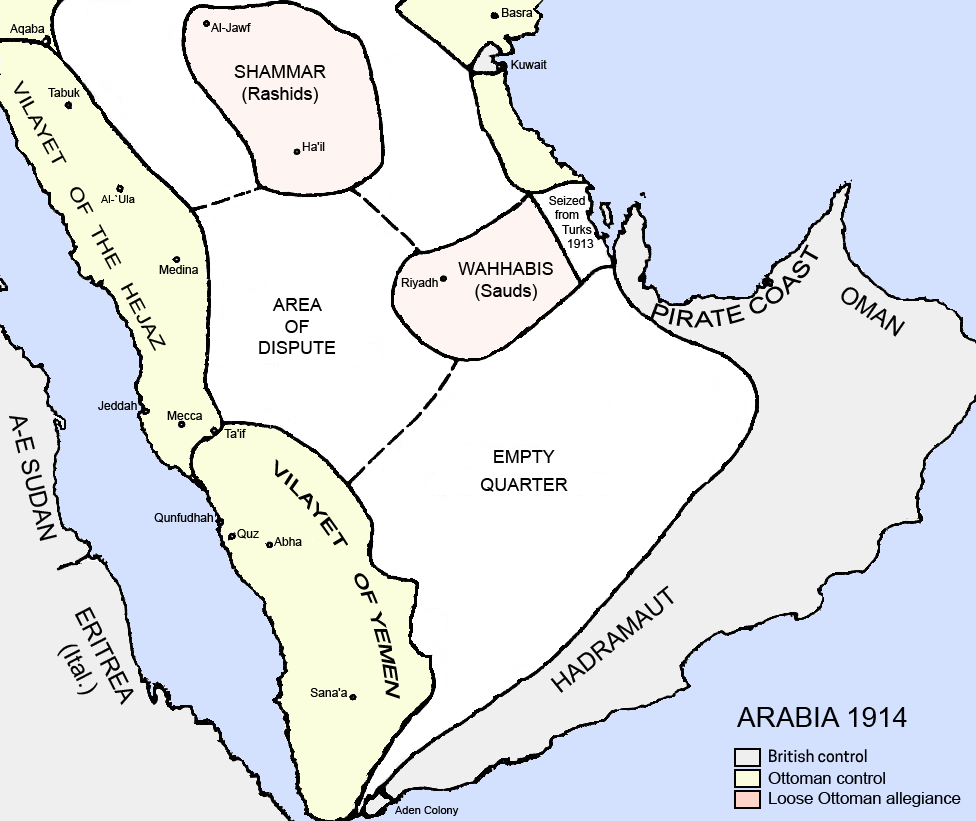
1914年阿拉伯半岛

## 历史
19世纪早期，由于埃及入侵、中阿拉伯地区的瓦哈比的袭击，南阿拉伯的社会经济被洗劫一空。1802年，英国东印度公司与拉赫季苏丹国签订一项商务条约，开始一系列制止海盗劫掠公司船只的努力。1839年，英国东印度公司吞并亚丁，建立亚丁殖民地。 1869年，苏伊士运河开通，同年组建亚丁保护国，以更好控制该地区。
1963年1月18日，亚丁保护国中拒绝加入南阿拉伯聯邦的4个邦组建南阿拉伯保护国。包括东部大区（哈德拉毛地区）的马赫拉苏丹国、卡西里苏丹国、席赫尔和穆卡拉苏丹国以及西部大区的上亚法国。东部大区的巴尔哈夫瓦赫迪苏丹国则加入南阿拉伯聯邦。1967年11月30日，南阿拉伯保护国解散，它的各个成员国的君主制迅速瓦解。

## 成员国国旗

马赫拉苏丹国（英语：Mahra Sultanate）国旗
卡西里苏丹国（英语：Kathiri）国旗
席赫尔和穆卡拉苏丹国（英语：Qu'aiti）国旗
上亚法国（英语：Upper Yafa）国旗